# Херсон-Східний
Херсон-Східний — пасажирський зупинний пункт Одеської об'єднаної дирекції Одеської залізниці на лінії Снігурівка — Херсон між роз'їздом Строковий (14,9 км) та станцією Херсон (6 км).
Розташований на північно-східній околиці міста Херсона, у Дніпровському районі.

## Історія
Херсон-Східний було відкрито 1969 року як роз'їзд. У 2015 році переведений у зупинні пункти.

## Пасажирське сполучення
| № потяга | Маршрут руху                    | № потяга | Маршрут руху                    | Проміжні станції                                                          |
| -------- | ------------------------------- | -------- | ------------------------------- | ------------------------------------------------------------------------- |
| 6721     | Апостолове — Миколаїв-Вантажний | 6722     | Миколаїв-Вантажний — Апостолове | Високопілля, Снігурівка, Херсон, Копані, Котляреве, Миколаїв-Пасажирський |
| 6701     | Апостолове — Херсон             | 6702     | Херсон — Апостолове             | Дубки, Високопілля, Біла Криниця, Снігурівка, Галаганівка                 |
| 6771     | Нововесела — Херсон             | 6772     | Херсон — Нововесела             | Сірогози, Костогризове, Заповітне, Каховка, Івано-Копине, Снігурівка      |

Всі приміські потяги курсують щоденно, на них розповсюджуються пільги. Оскільки на зупинці немає каси, можна купити квиток в поїзді.